# La Balme-de-Thuy
La Balme-de-Thuy este o comună în departamentul Haute-Savoie din sud-estul Franței. În 2009 avea o populație de 384 de locuitori.

## Evoluția populației
| An        | 1975 | 1982 | 1990 | 1999 | 2006 | 2009 |
| --------- | ---- | ---- | ---- | ---- | ---- | ---- |
| Populație | 190  | 265  | 304  | 327  | 369  | 384  |